# ヴィンフリート・レミー
ヴィンフリート・レミー（Winfried Remy、1924年3月21日 - 1995年12月31日）はドイツの古植物学者である。ミュンスター大学の教授を務めた。

## 略歴
ブレスラウで生まれた。ベルリンで育ち、ベルリン大学で、ヴァルター・ゴータン（Walther Gothan）の元で地質学を学び、政治的な理由で東ベルリンで博士号が得られなかったのでテュービンゲン大学で博士号を得た。1954年に、ゴータンの後継として東ベルリン科学アカデミーの古植物学研究所の所長となった。1961年にベルリンの壁が築かれた後、西ドイツに移住し、ミュンスター大学の講師となり、1965年に教授資格を得て、1968年に新設された古植物学研究センターの所長となり、1989年まで働いた。
妻のレナーテ・レミー（Renate Remy）も古植物学者で共著で多くの著作を行った。石炭紀やペルム紀の植物・花粉の研究やスコットランドやドイツのチャートに含まれるデボン紀の植物研究などで知られる。アメリカ植物学会の古植物学部門の名誉会員に任じられ、1966年に古植物学の論文や活動に対して贈られる、レミー賞（Winfried and Renate Remy Award）が創設された 。
オランダの古植物学の賞、ヨングマンス賞（オランダの古植物学者、ヨングマンス（Wilhelmus Josephus Jongmans）を記念する賞）の最初の受賞者となった。

## 著作
- Walther Gothanと共著: Steinkohlenpflanzen, Verlag Glückauf 1957
- レナーテ・レミーと共著: Pflanzenfossilien, Akademie Verlag, Berlin 1959
- レナーテ・レミーと共著: Die Floren des Erdaltertums, Essen: Glückauf 1977
- Lower Devonian gametophytes: relation to the phylogeny of land plants. Science, 215, 1982, S. 1625–1627.
- P. G. Gensel, H. Hassと共著: The gametophyte generation of some Early Devonian plants. Int. J. Plant Sci., 154, 1993, S. 35-58.
- H. Hassと共著: Gametophyten und Sporophyten im Unterdevon - Fakten und Spekulationen.  Arg. Palaeobot. 8, 1991, S. 193-223.
- レナーテ・レミーと共著: Devonian gametophytes with anatomically preserved gametangia. Science, 208, 1980, S. 295-296.